# دونالد ليونارد فارس
دونالد ليونارد فارس هو سياسي كندي، ولد في 18 نوفمبر 1936. حزبياً، نشط في Saskatchewan New Democratic Party ‏. وقد انتخب عضو المجلس التشريعي من ساسكاتشوان.